# Capnia flebilis
Capnia flebilis är en bäcksländeart som beskrevs av Kohno 1952. Capnia flebilis ingår i släktet Capnia och familjen småbäcksländor. Inga underarter finns listade i Catalogue of Life.